# Chamaecrista xinguensis
Chamaecrista xinguensis är en ärtväxtart som först beskrevs av Adolpho Ducke, och fick sitt nu gällande namn av Howard Samuel Irwin och Rupert Charles Barneby. Chamaecrista xinguensis ingår i släktet Chamaecrista och familjen ärtväxter. Inga underarter finns listade i Catalogue of Life.